# 주루방해
주루방해는 누상에 있는 주자의 진루를 고의로 방해하는 행위를 가르키는 단어이다. 주로 내야수에게서 가장 많이 발생된다.

## 주루방해가 일어났을 때에 나오는 규칙
야구의 규칙에 따르면 누상에 있는 주자의 진루를 고의로 방해해서는 안된다는 규칙이 있으며 만약 이를 어길 경우엔 주루를 방해를 받은 주자는 1개의 안전진루권이 주어지게 된다. 또한 3루에 있는 주자가 내야수나 기타의 주루방해를 당하면 3루에 있는 주자는 홈플레이트로의 안전진루권이 인정되며 3루에 있는 주자의 득점은 자동으로 인정이 된다. 특히 협살과정에서 주로선상에 위치한 야수가 공을 갖고 있지 않은채 주자와 충돌하는 경우 발생한다.

## 같이 보기
- 야구
- 규칙